# Weyhe
Weyhe is een gemeente in de Duitse deelstaat Nedersaksen. De selbständige Gemeinde ligt in het Landkreis Diepholz. Weyhe telde, op de peildatum van de meest recente statistiek, 31.011 inwoners.. 

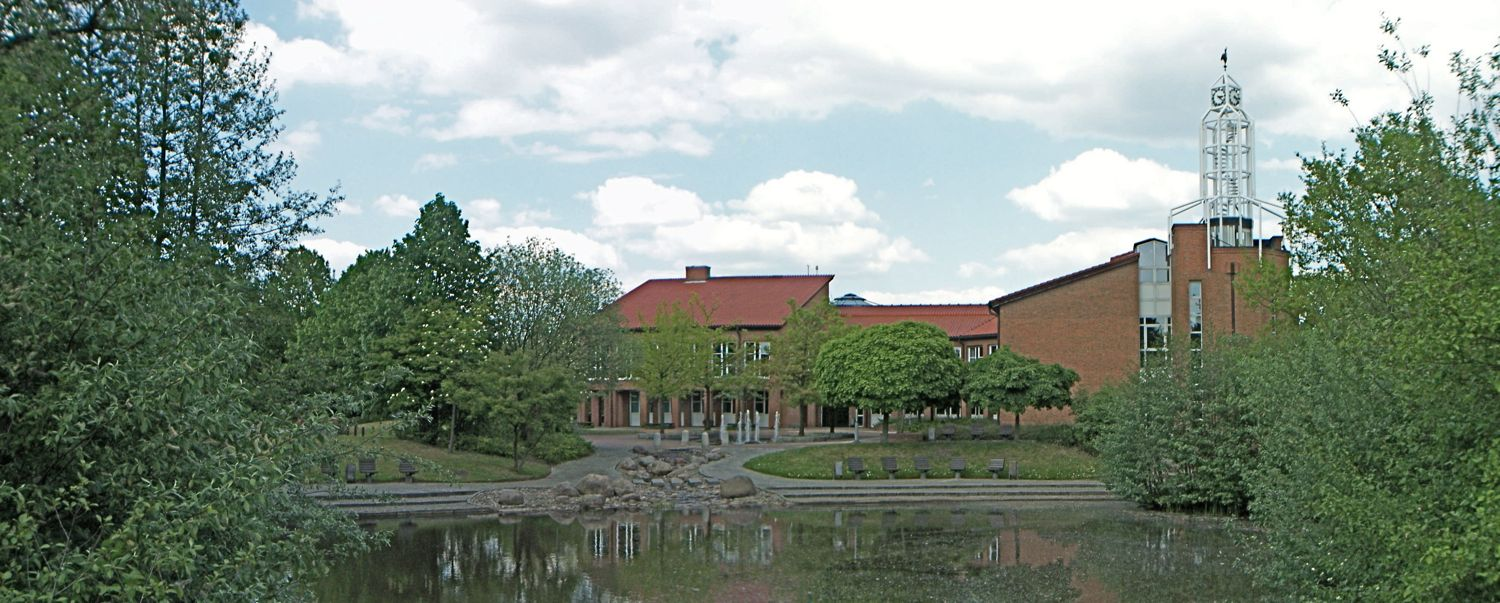
Gemeentehuis

Het gemeentehuis staat in Leeste. De gemeente werkt op velerlei gebied, vooral het maken van toekomstplannen, nauw samen met de westelijke buurgemeente Stuhr.
| \| Ortsteil \| Aantal inwoners*) \| \| ----------------------------------- \| ----------------- \| \| Kirchweyhe \| 9.795 \| \| Leeste \| 9.168 \| \| Lahausen \| 3.830 \| \| Sudweyhe \| 3.140 \| \| Erichshof \| 2.630 \| \| Melchiorshausen \| 1.858 \| \| Dreye \| 1.189 \| \| Jeebel \| 487 \| \| Ahausen \| 162 \| \| TOTAAL excl. tweede-woningbezitters \| 32.259 \| *) Stand: 31 december 2023 | Ligging van de Ortsteile van de Gemeinde Weyhe |
| Ortsteil | Aantal inwoners*)                              |
| Kirchweyhe | 9.795                                          |
| Leeste | 9.168                                          |
| Lahausen | 3.830                                          |
| Sudweyhe | 3.140                                          |
| Erichshof | 2.630                                          |
| Melchiorshausen | 1.858                                          |
| Dreye | 1.189                                          |
| Jeebel | 487                                            |
| Ahausen | 162                                            |
| TOTAAL excl. tweede-woningbezitters | 32.259                                         |

Van de bevolking van de gemeente zijn ongeveer 10.600 mensen evangelisch-luthers en bijna 1.900 rooms-katholiek. De andere circa 19.800 inwoners zijn aanhanger van een andere geloofsgemeenschap of atheïst.

## Ligging, verkeer, vervoer

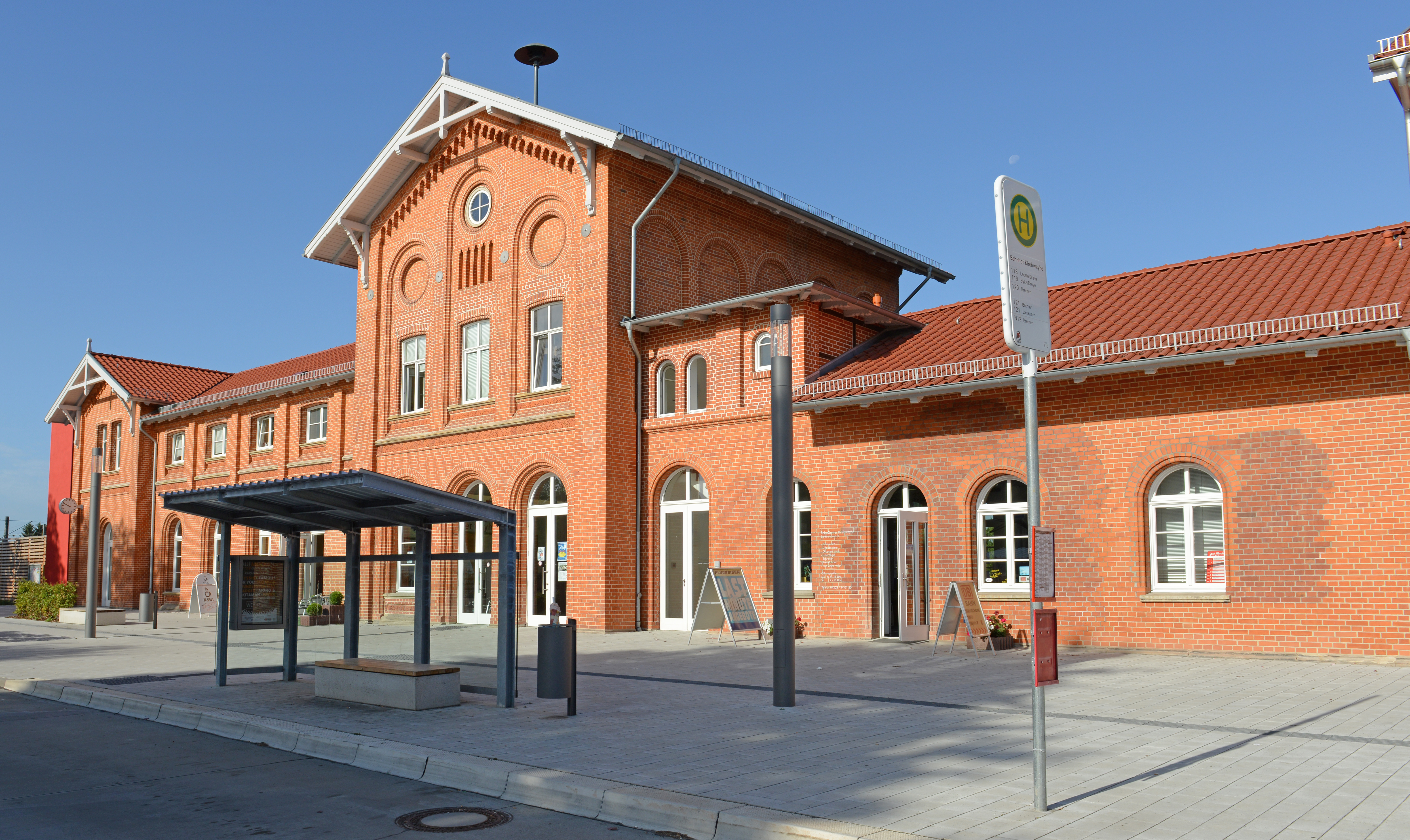
Station Kirchweyhe
Lijnennetkaart S-Bahn van Bremen

De gemeente Weyhe kan, samen met de westelijke buurgemeente Stuhr,  tot het zuidelijke deel van de agglomeratie van de stad Bremen worden gerekend. Direct ten noordwesten van Weyhe ligt het dorp Arsten, dat tot het Bremer stadsdeel Obervieland behoort.
Kirchweyhe heeft een stoptreinstation aan de spoorlijn van Osnabrück naar Bremen.  Het in 1873 geopende station ligt 15 km verwijderd van Bremen Hauptbahnhof. Het wordt o.a. bediend door lijn RS 2 (zie lijnennetkaart rechtsonder) van de S-Bahn van Bremen. Ook in het Ortsteil Dreye is een halteplaats van deze S-Bahn. Te Dreye begint een aparte lijn voor goederentreinen naar Sagehorn, gemeente Oyten. Deze treinen hoeven dan de omweg door Bremen niet te maken.
Er zijn busverbindingen met o.a. Syke, Hoya en met diverse stadsdelen van Bremen. Een buslijn, die loopt via Leeste en Brinkum, gem. Stuhr, naar de zuidelijke buitenwijken van Bremen zal vermoedelijk in 2025 komen te vervallen. Een in 1955 voor reizigersvervoer gesloten spoorlijntje, dat van de buitenwijk Huchting van Bremen zuidoostwaarts via Moordeich en Brinkum, beide gemeente Stuhr, naar Leeste, gem. Weyhe en Thedinghausen loopt, moet, als de werkzaamheden volgens plan verlopen, medio 2026 als verlengde tramlijn 8 van de Bremer Straßenbahn heropend worden.
Aan de noordkant van de gemeente is afrit 58 Brinkum - Bremen van de Autobahn A1 van Osnabrück naar Bremen. Ook de afritten 56 en 57 van deze Autobahn liggen nabij de gemeente. De Bundesstraße 6 loopt van noord naar zuid door de gemeente.
De zuidelijke buurgemeente Syke vormt de oostelijke hoek van het Naturpark Wildeshausener Geest.  In het oosten grenst Weyhe aan Riede, dat in de Samtgemeinde Thedinghausen ligt. Ten westen van Leeste ligt Brinkum, een deel van de gemeente Stuhr.
In de gemeente stroomt de beek Hache met een andere beek samen en vormt de Ochtum.

## Economie
Het Ortsteil Dreye, dat direct aan de Wezer  en bij de afrit van de A1 ligt, bestaat voor een groot deel uit bedrijventerreinen. Hier zijn logistiek- en transportbedrijven, alsmede garages, doe-het-zelfzaken en andere ondernemingen van het lokale midden- en kleinbedrijf gevestigd. De koffie van het eigen merk van de supermarktketen Aldi wordt in een grote fabriek te Dreye gebrand; de Aldi heeft er ook een belangrijk distributiecentrum.
Weyhe wordt beschouwd als een woonforensengemeente. Veel van de inwoners hebben hun werkkring in buurstad Bremen.

## Geschiedenis
Weyhe wordt voor het eerst vermeld in 860. Het is een van de dorpen, die in een document uit dat jaar voorkomen. Van vermeende wonderbaarlijke genezingen rondom het graf van bisschop Willehad is namelijk een lijst bewaard gebleven. Zie hiervoor verder onder Verden (Aller).
De dorpen in de gemeente Weyhe ontstonden in de middeleeuwen rondom kerkjes, en bestonden van de handel met het nabije Bremen.
Gedurende de 19e eeuw was er langs de Wezer in deze streek enige industriële activiteit in de vorm van steenbakkerijen. In 1873 ontstond enige economische bloei na de aansluiting van Kirchweyhe op het spoorwegnet. Rond 1910 bestond bij Kirchweyhe en Leeste een belangrijk rangeerterrein van de Duitse spoorwegen.
In de Tweede Wereldoorlog liep de gemeente veel schade op; geallieerde luchtaanvallen, gericht tegen de havenstad Bremen, troffen ook o.a. Kirchweyhe.
Bij een gemeentelijke herindeling in 1974, waarbij een aantal kleinere gemeenten werden samengevoegd, ontstond de huidige gemeente Weyhe.

## Bezienswaardigheden, recreatie
- Ten oosten van Dreye, in één der door zand- en grindwinning langs die rivier ontstane plassen, ligt aan de Wezer een jachthaven (Wieltsee).
- Voor liefhebbers van spoorweghistorie is er nabij Station Kirchweyhe het een en ander te zien en te doen; er staat o.a. een historische stoomlocomotief uit 1941 opgesteld. Het spoortraject Thedinghausen - Leeste is af en toe voor goederenvervoer in gebruik, en er rijden over het hele traject in de zomermaanden af en toe toeristische treintjes van de Pingelheini Museumsbahn Bremen-Thedinghausen.
- Monumentale kerkgebouwen:
  - Ev. luth. Felicianuskerk, Kirchweyhe (1863; toren uit plm. 1250)
  - Ev. luth. Mariakerk, Leeste (1783; in de toren hangt o.a. een kerkklok uit 1516)
- Overige monumentale gebouwen:
  - Lahauser Spieker, Lahausen (1880; repetitieruimte voor plaatselijke toneel- en muziekgezelschappen)
  - De watermolen van Sudweyhe (gedeeltelijk 16e-eeuws; cultureel centrum met klein molen- en dorpsmuseum)
  - Het Martha-Schubert-Haus te Kirchweyhe (1880) is een ontmoetingscentrum voor en met ouderen. In het gebouw is ook een trouwzaaltje.

## Afbeeldingen

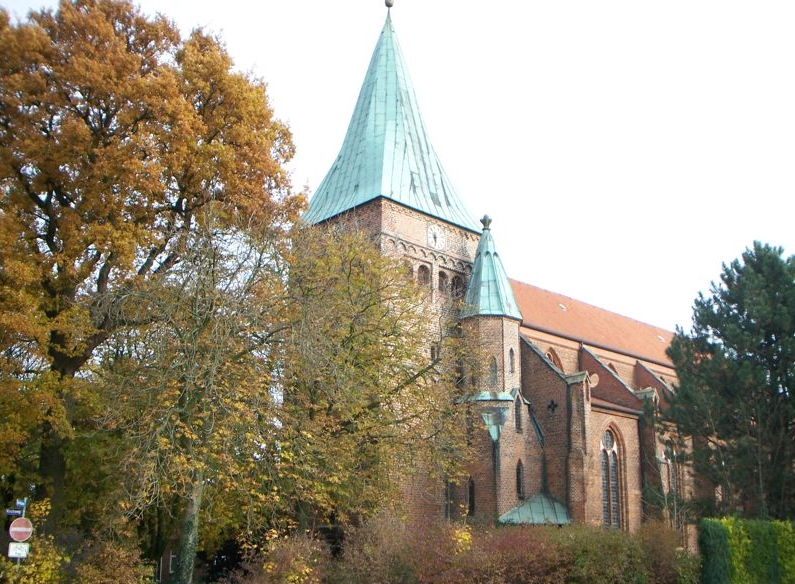
Weyhe, Felicianuskerk
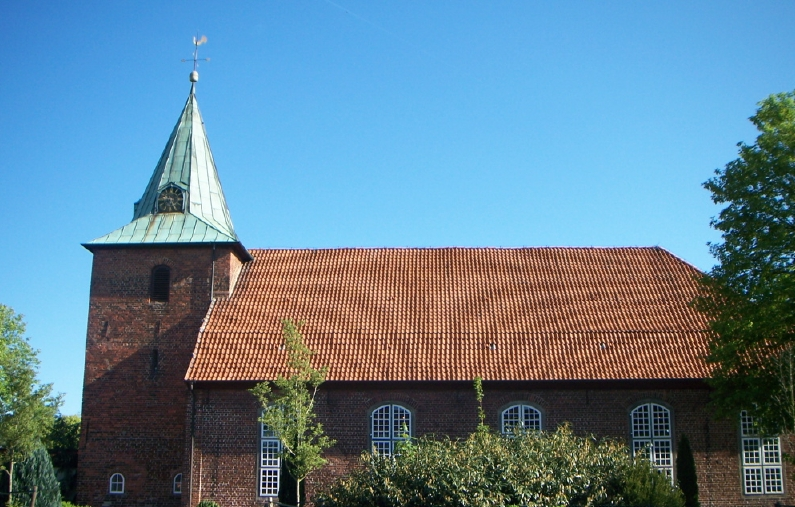
Leeste, Mariakerk
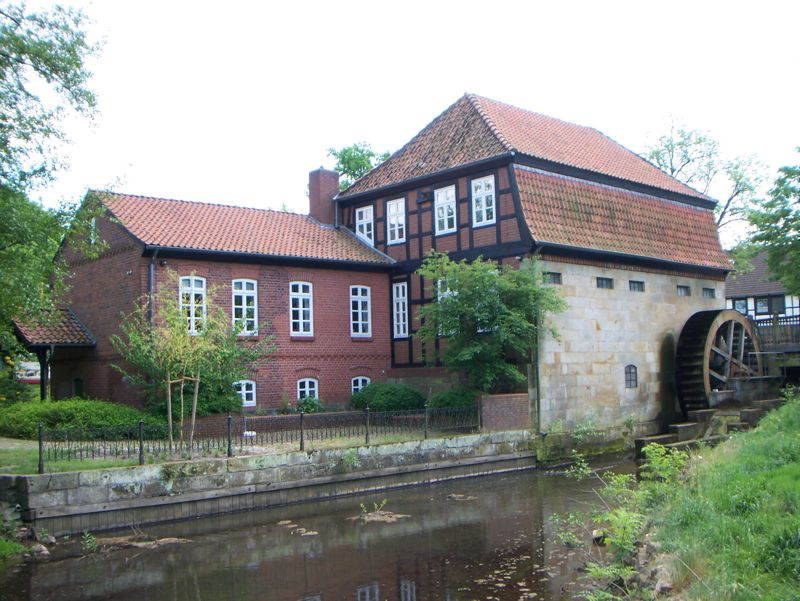
Sudweyhe, watermolen
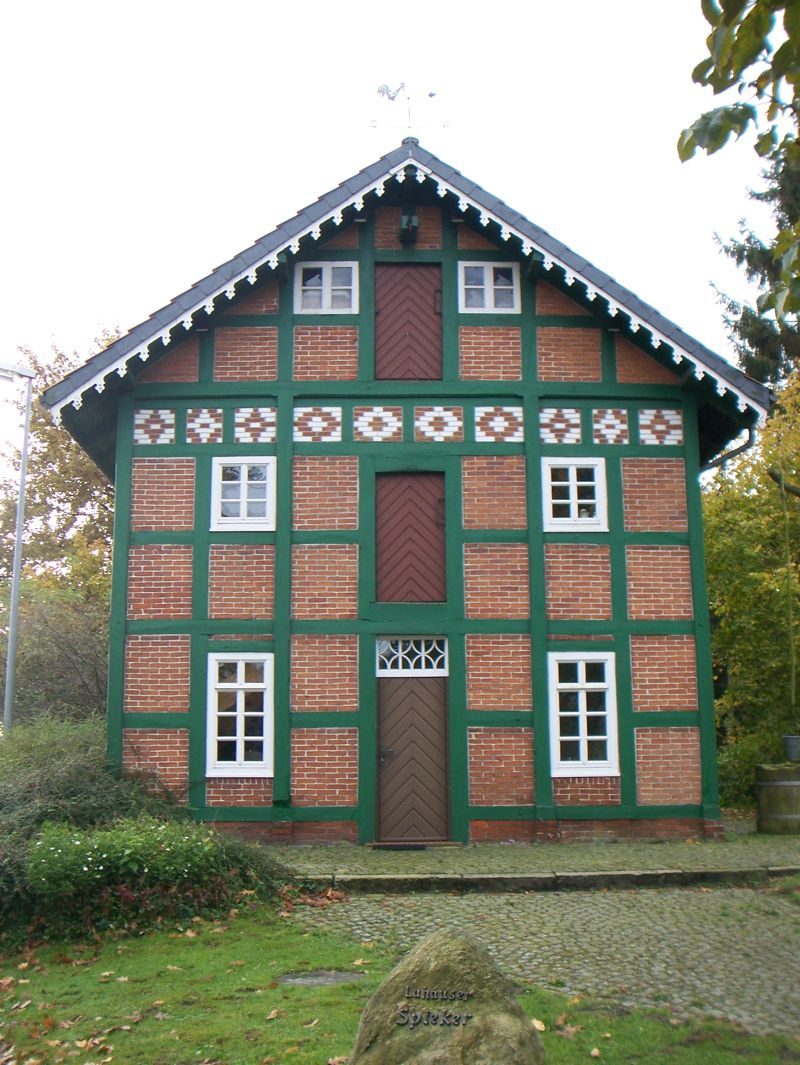
Lahauser Spieker

## Belangrijke personen in relatie tot de gemeente
- Louise Ebert geb. Rump, (* 23 december 1873 in Melchiorshausen, gem. Weyhe als Louise Rump; † 18 januari 1955 in Heidelberg), de echtgenote van Friedrich Ebert, president van de Republiek van Weimar
- Katja Riemann (Kirchweyhe gem. Weyhe, * 1 november 1963), actrice, zangeres en auteur
- Luca Zander (Weyhe, 9 augustus 1995), profvoetballer

## Partnergemeentes
Er bestaat sinds 1972 een jumelage met Coulaines in Frankrijk.
In de periode 1990-2010 ontstonden vriendschapsbanden met Cesvaine, Ergli, Lubana, Madona
en Varaklani. Deze plaatsen liggen in Letland. De jumelage wordt vanuit Letland gecoördineerd in het stadje Madona.
- Gemeinsame Normdatei: 4509134-1
- MusicBrainz: fc5fafa6-c0bf-4a17-9f18-2e72fa53d68a